# Antarctoneptunea aurora
Antarctoneptunea aurora es una especie de molusco gasterópodo marino de la familia Austrosiphonidae.

## Descripción
Antarctoneptunea aurora es una especie de buccinido de tamaño pequeño a mediano.

## Distribución
Antarctoneptunea aurora habita en el Océano Austral que rodea la Antártida, particularmente en el Mar de Ross. Se han recolectado ejemplares a profundidades entre 188 y 603 metros. 